# ピーター・ルーガー・ステーキハウス
座標: 北緯40度42分36秒 西経73度57分45秒 / 北緯40.7099度 西経73.9626度
ピーター・ルーガー・ステーキハウス（英語: Peter Luger Steak House）は、ニューヨーク・ブルックリン区のウィリアムズバーグに本店があるステーキハウス、ロングアイランドのグレートネックに支店がある。2002年にジェームズ・ベアード財団によって「アメリカンクラシック」の一覧に選出された。ニューヨーク市で営業しているステーキハウスの中では、キーンズ、オールド・ホームステッド・ステーキハウスに次いで3番目に長い歴史を刻んでいる。2022年1月10日、ピーター・ルーガーとシーザーズ・パレスは、ラスベガスのシーザーズ・パレス内のかつてラオズが出店していた場所に4号店を開く事を表明した。
ブルックリンにある本店は木製の長大なバーがある事で知られており、「ダイニング・ルームはむき出しになった木製の梁、磨き抜かれたオーク材の羽目板、黄銅製のシャンデリア、擦り切れて風格を感じさせるビアホールのテーブルが相まってチュートニックな雰囲気が感じられる」と評された。
2019年、ニューヨーク・タイムズでレストラン評論を担当するピート・ウェルズはピーター・ルーガー・ステーキハウスに星を与えず痛烈に酷評した。1968年にクレイグ・クレイボーンが付けた4つ星、1995年にルース・ライシェルが付けた3つ星、2007年にフランク・ブルーニが付けた2つ星から評価が減退した。

## 歴史
ブルックリンの本店は1887年に「カール・ルーガーズ・カフェ、ビリヤーズ・アンド・ボーリング・アレイ」の店名で当時ドイツ系移民が集中しており後にウィリアムズバーグ橋近くとなる場所で開業した。ドイツ生まれのピーター・ルーガーがオーナーで甥のカールが調理を担当した。1941年にピーターが没すると息子のフレデリックが引き継いだが、レストランは衰退した。
1950年、フレデリックはレストランを閉店しオークションにかけた。オークションを取り仕切ったのは地元の競売業者で常連客でもあったバーナード・マグリルとレスター・マグリルであった。店の通りを挟んだ向かい側で金属加工業を営んでいたソル・フォーマンとシーモア・スロイヤーが「気まぐれなほどの安値」で落札した。レスター・マグリルによれば、レストランを含めた建物全体の落札価格が35,000ドルだったという。当時、レストランの周辺は衰退し、超正統派のユダヤ人が多く住んでいたが、ルーガーのメニューは、彼らのカシェルを満たしていなかった。25年間ルーガーの常連でオークション唯一の入札者だったフォーマンとスロイヤーの目的は彼らの客を接待する場を確保する事だった。1968年、ニューヨーク・タイムズのクレイグ・クレイボーンは新たな経営者のもとにあるステーキハウスに4つ星を与えた。
1968年、フォーマンとスロイヤーは、ニューヨーク州のグレートネックに2号店を開いた。1984年の火災によって営業休止したが、1年半後の1986年に営業を再開した。
2001年、シーモア・スロイヤーが85歳、ソル・フォーマンが98歳の年齢で没した。レストランの所有権は、フォーマンの娘たちやスロイヤーの妻、子供に引き継がれた。
2009年7月、ニューヨーク州知事のデビッド・パターソンは、ピーター・ルーガーでの食事中、秘密裏にリチャード・ラヴィッチを副知事に任命して、紛糾していたニューヨーク州議会上院の長とした。
2021年、東京の恵比寿に新たな支店を開店。
2022年、ミシュランガイドの星を失う。
2023年11月、ピーター・ルーガーは、ラスベガスのシーザーズ・パレスに支店を開いた。

## メニュー

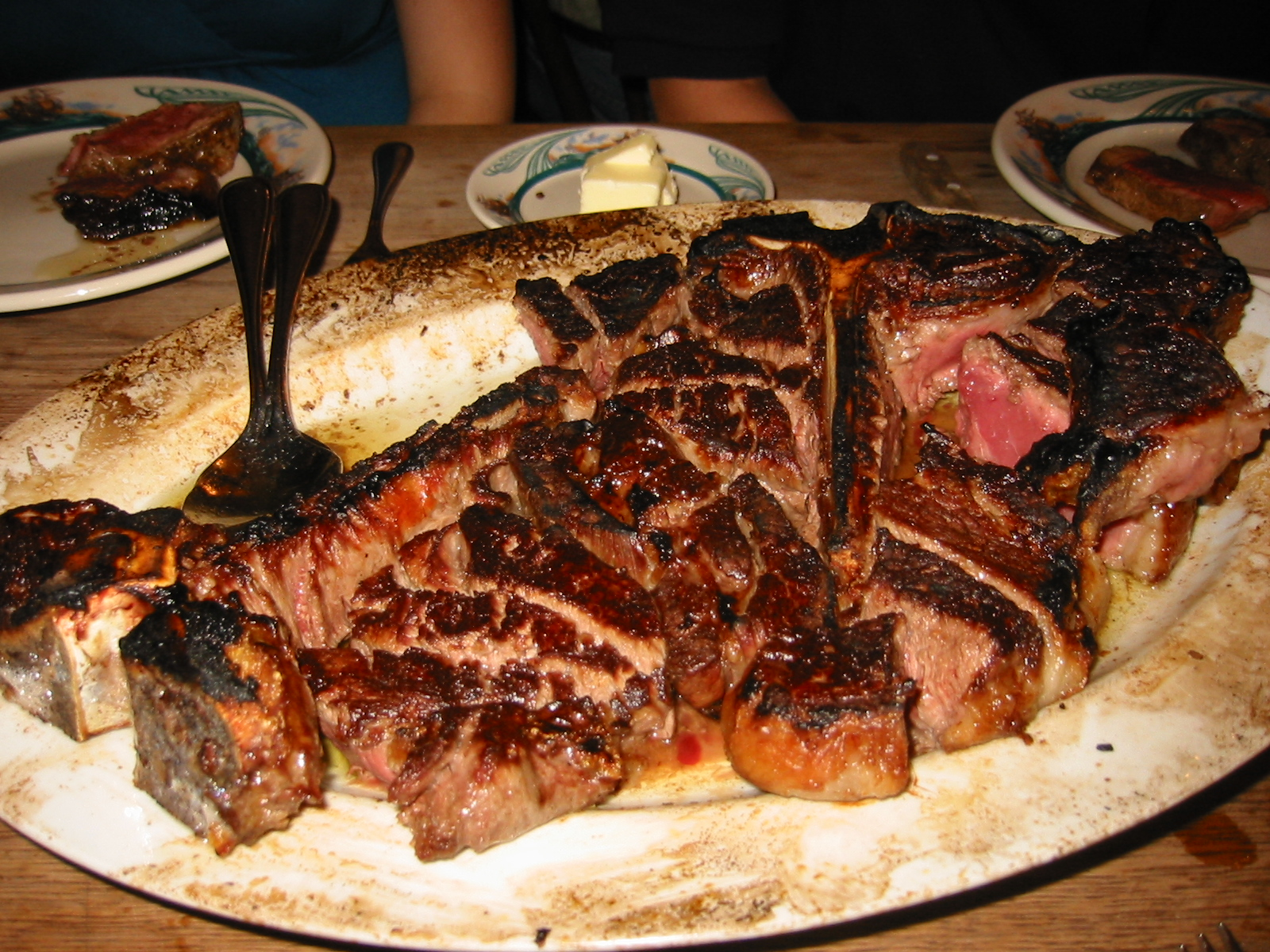
ミディアム・レアの加減で焼かれたピーター・ルーガーのステーキ4人前

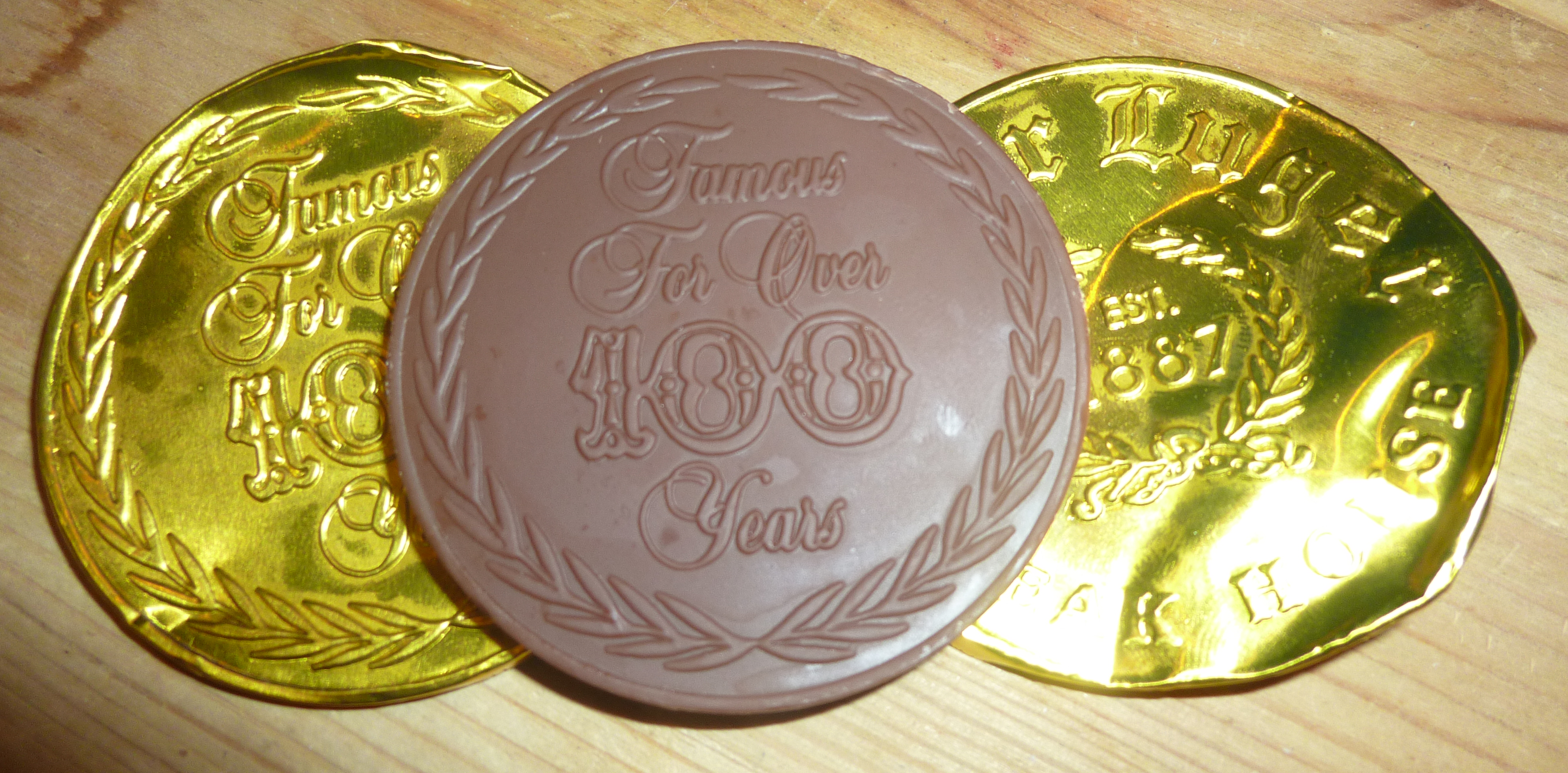
ピーター・ルーガーでは、デザートが終わるとひとりにつき一枚のコイン型のチョコレートが供される

ピーター・ルーガーのメニューの品数はわずかで、2人前から4人前のポーターハウスステーキがその中核を占めている。

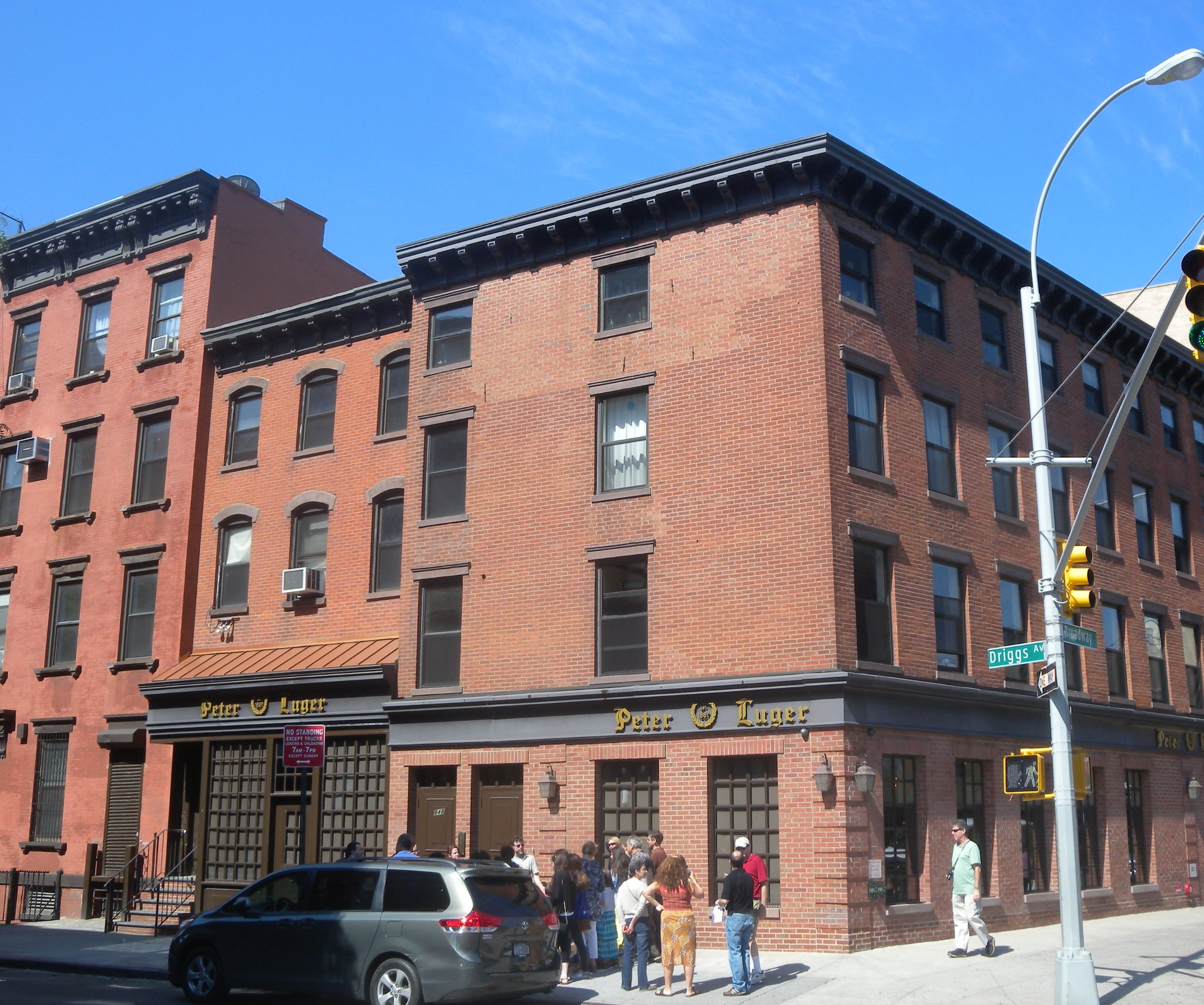
ブルックリン・ウィリアムズバーグ・ブロードウェイにある創業店
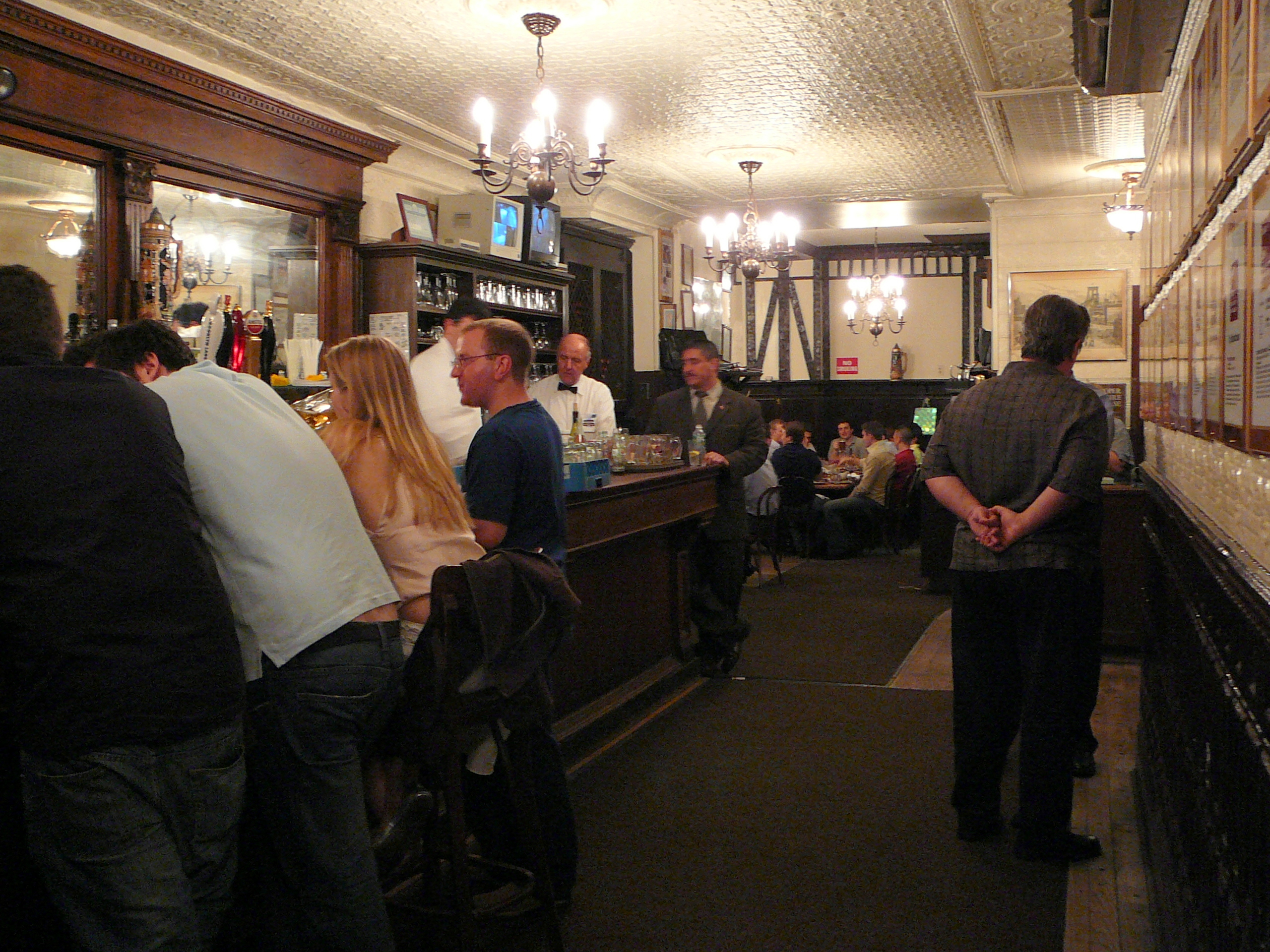
ブルックリンの創業店内のバーの内装
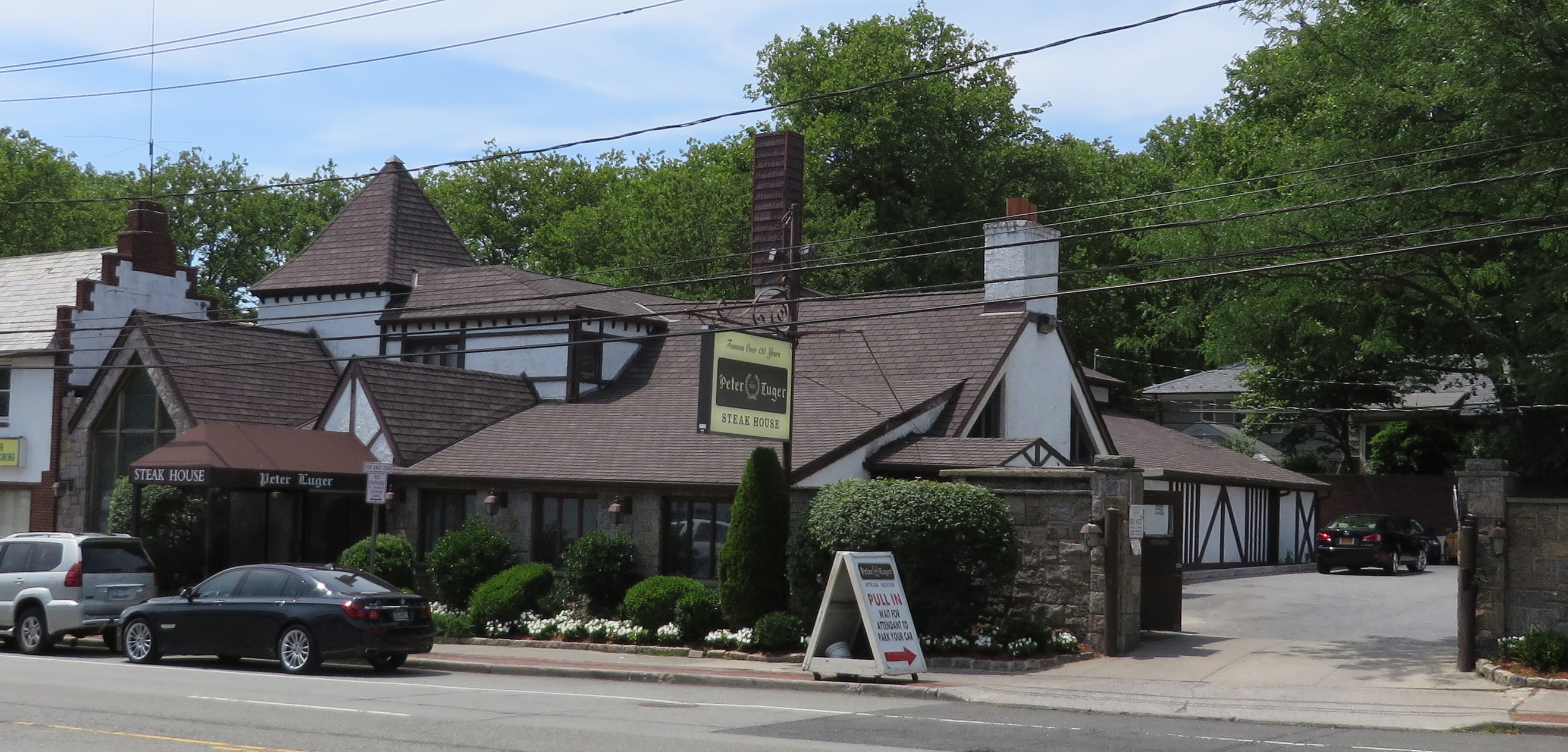
グレートネックの支店
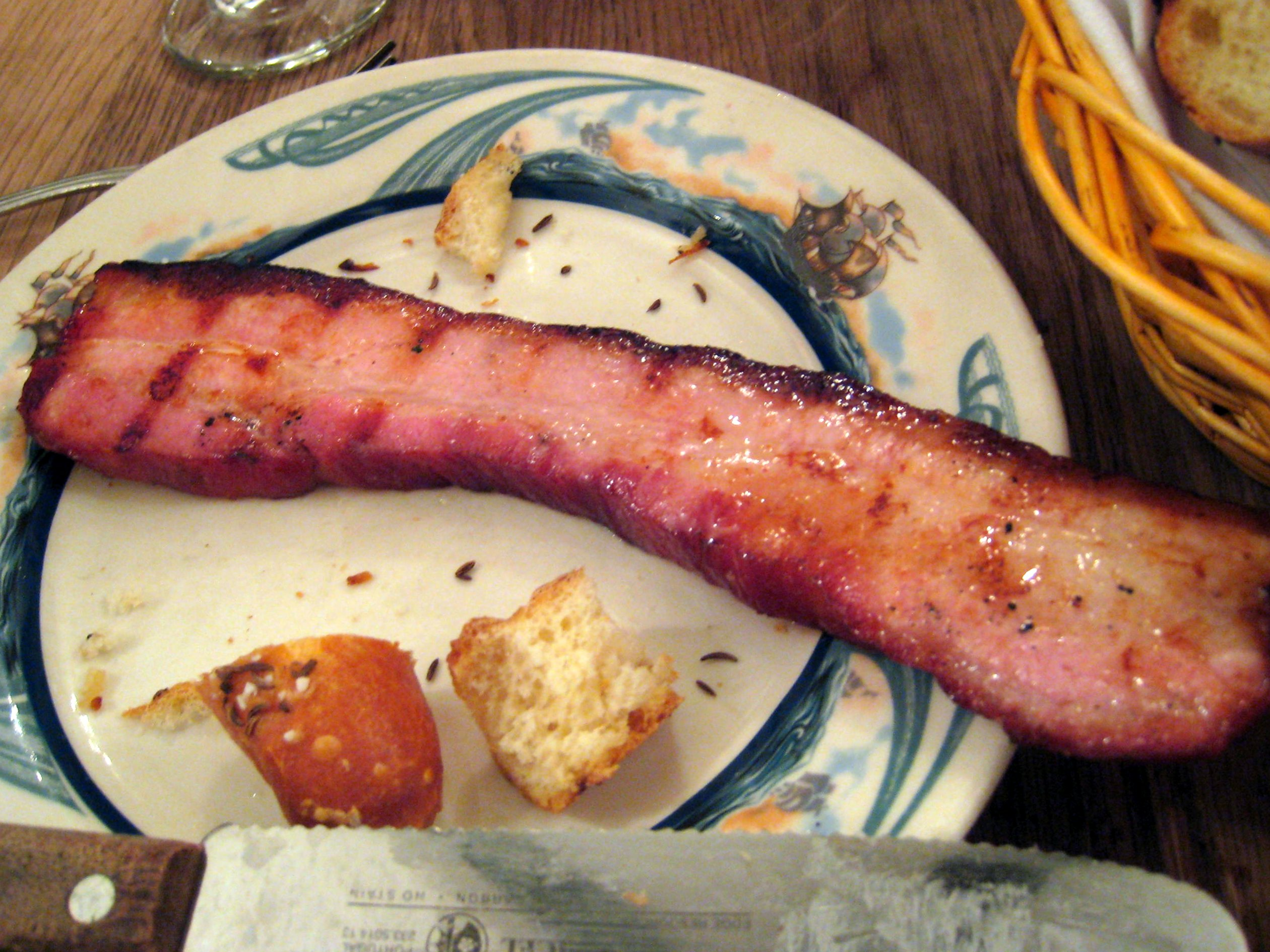
ピーター・ルーガーのベーコン
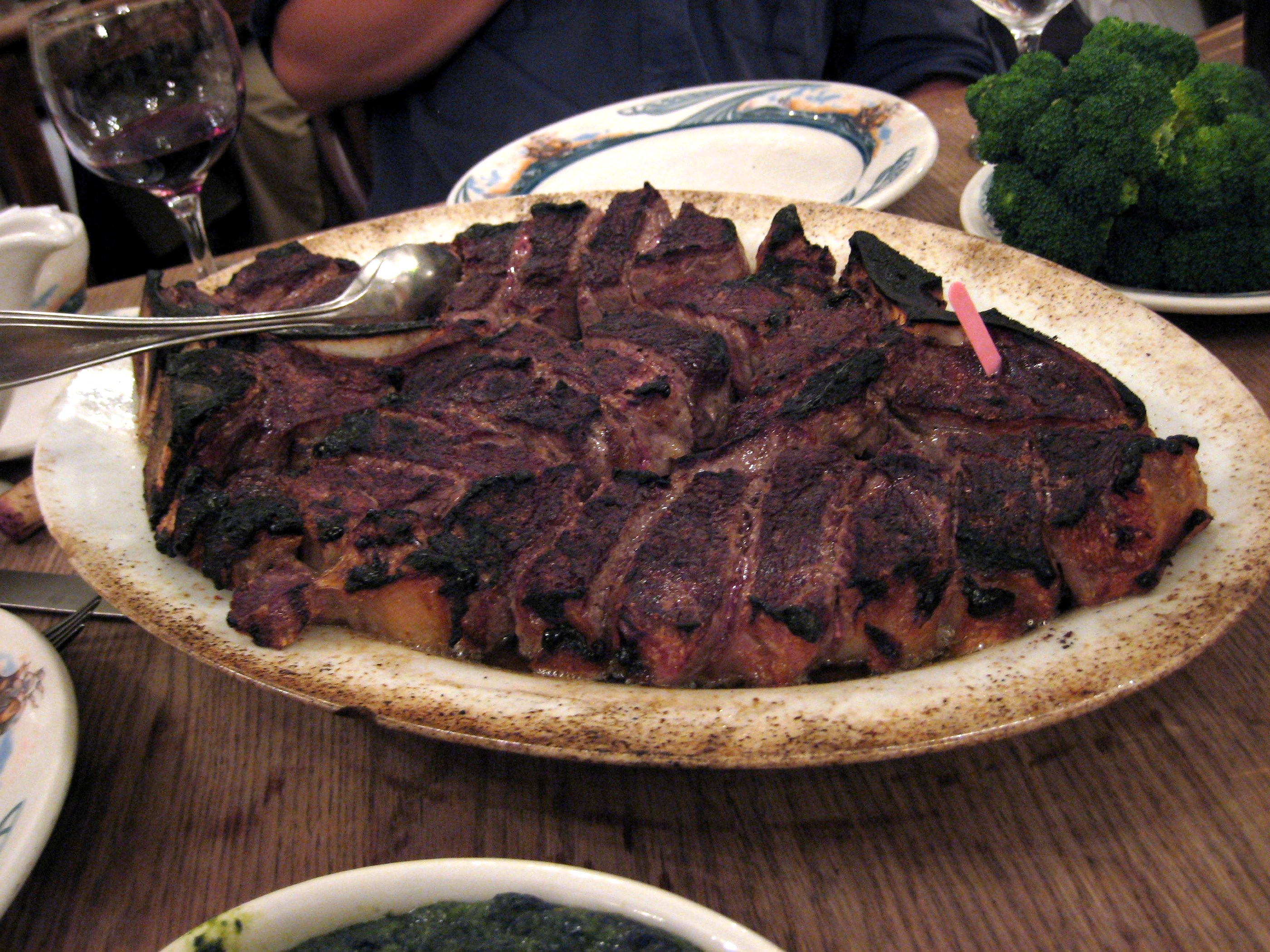
ピーター・ルーガーのステーキ